# Nola brunneifera
Nola brunneifera är en fjärilsart som beskrevs av Dyar 1914. Nola brunneifera ingår i släktet Nola och familjen trågspinnare. Inga underarter finns listade i Catalogue of Life.